# Dépôt des cartes et plans de la Marine
Le  dépôt des cartes et plans de la Marine est un service cartographique créé en 1720 par le Régent. Il est l’ancêtre direct de l’actuel service hydrographique et océanographique de la Marine (Shom).   

## Le dépôt des cartes et plans
En 1720, un service de la Marine est créé pour réunir des plans, cartes, journaux et mémoires concernant la Marine .

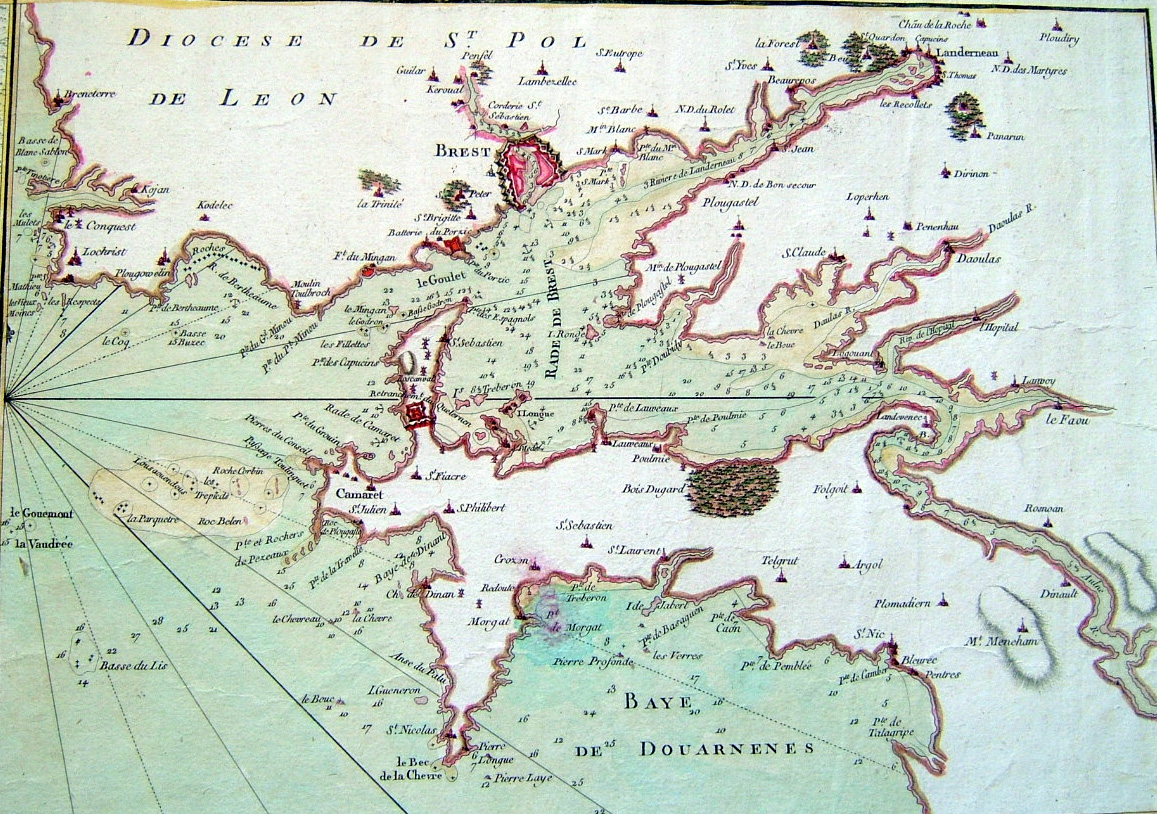
Carte de la rade de Brest en 1779.

Le dépôt des cartes et plans, en plus de son rôle de conservation des documents, devient rapidement lieu de production de cartes. En 1773 il obtient le monopole de la réalisation des cartes marines en France .
Arrêt du Conseil du Roi du 5 octobre 1773 :
« (…) Sa Majesté [avait] ordonné en 1720 l'établissement d'un dépôt des cartes, journaux et mémoires maritimes, observations astronomiques, et opérations topographiques dont il a déjà été formé des cartes meilleures que celles dont on se servait auparavant ; étant d'ailleurs informée, Sa Majesté, que ce dépôt précieux et qui le deviendra chaque jour de plus, est actuellement en état de produire les fruits d'utilité que Sa Majesté a eu en vue en l'établissant. Ouï le rapport du sieur de Boynes, ministre secrétaire d'Etat ayant le département de la marine, Sa Majesté étant en son conseil, a ordonné et ordonne : qu'à l'avenir, toutes les cartes marines, portulans et instructions nécessaires pour la conduite des vaisseaux tant de guerre que de commerce du royaume, soient exclusivement composés, dressés et publiés au dépôt de Sa Majesté par des personnes capables de s'en bien acquitter et que ces ouvrages soient toujours accompagnés d'analyse imprimées et indicatives des autorités dont on se sera appuyé, non seulement afin d'inspirer aux navigateurs une juste confiance, en leur exposant au vrai le degré d'exactitude ou de doute que comporte ces cartes dans chacune de leurs parties ; mais encore, afin de les garantir de l'incertitude dangereuse où les jetterait un amas de cartes que pourraient publier sans cela, des particuliers qui, quoique dénués de matériaux suffisants pour les construire, les annoncent cependant sous des titres fastueux et exagérés, pour en activer la vente : qu'en conséquence, nul particulier, savant, géographe, hydrographe, officier de marine, pilote, ne pourra publier ces tels ouvrages, sans commission expresse. ».
Le service hydrographique et océanographique de la marine (Shom) prolonge actuellement les missions du dépôt des cartes et plans.

## Les directeurs, inspecteurs

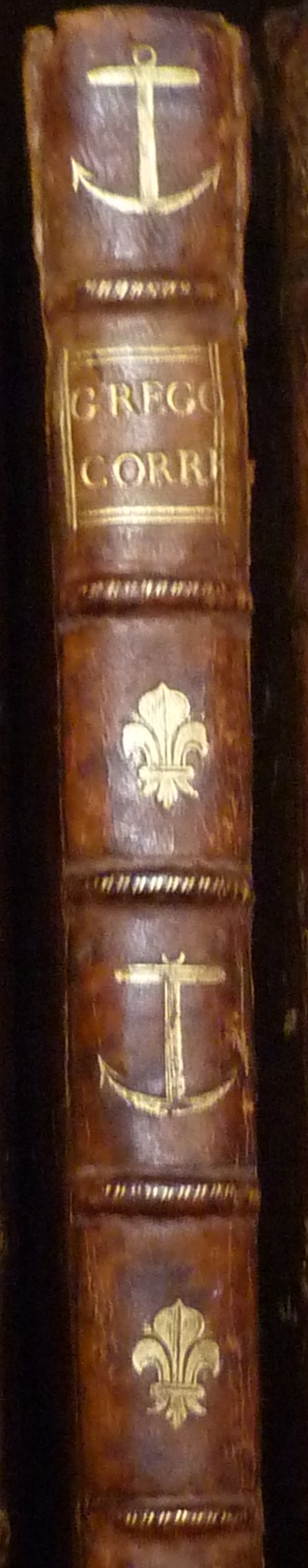
Livre de 1743 provenant du dépôt des cartes et plans.

Les directeurs successifs du dépôt des cartes et plans de la Marine (1720-1886) :
- 1720 à 1722 : Charles-Hercule d'Albert de Luynes
- 1722 à 1734 : Louis Charles de la Blandinière
- 1734 à 1750 : Charles d'Albert du Chesne
- 1750 à 1756 : Roland-Michel Barrin de la Galissonnière
- 1756 à 1757 : Antoine Alexis Perier de Salvert
- 1757 à 1762 : Maximin de Bompar
- 1762 à 1773 : François-Bernard de Narbonne-Pelet
- 1773 à 1776 : Gabriel Joseph d'Oisy
- 1776 à 1792 : Joseph Bernard de Chabert
- 1792 à 1795 : /
- 1795 à 1805 : François Étienne de Rosily-Mesros
- 1805 à 1808 : Jean Nicolas Buache
- 1808 à 1827 : François Étienne de Rosily-Mesros
- 1827 à 1829 : Élisabeth Rossel
- 1829 à 1833 : Antoine Louis Gourdon
- 1833 à 1839 : Jacques Félix Emmanuel Hamelin
- 1839 à 1846 : Emmanuel Halgan (amiral)
- 1846 à 1848 : Anne Chrétien Louis de Hell
- 1848 à 1849 : Pierre Cazeaux
- 1849 à 1864 : Pierre Louis Aimé Mathieu
- 1864 à 1871 : François-Edmond Pâris
- 1871 à 1877 : Edmond Jurien de La Gravière
- 1877 à 1881 : Georges Cloué
- 1881 à 1886 : Albert Auguste Gicquel des Touches, Joseph-Marie Duburquois, Ernest de Jonquières

## Les inspecteurs adjoints
- -- à 1775 : Joseph Bernard de Chabert
- 1775 à 1789 : Charles Pierre Claret de Fleurieu
- 1790 à 1792 Jean-Jacques, chevalier Isle.
- 1814 à 1827 : Élisabeth Rossel

## Premier hydrographe du dépôt
- de 1720 à 1737 : Philippe Buache (géographe)
- de 1741 à 1772 : Jacques-Nicolas Bellin (nommé hydrographe de la marine en 1741, précédemment commis attaché au dépôt depuis 1721)
- de 1772 à 1775 : Giovanni Rizzi-Zannoni (géographe)
- de 1775 à 1789 : Rigobert Bonne (hydrographe de la marine)
- de 1789 à 1825 : Jean Nicolas Buache (géographe et hydrographe de la marine, entré au dépôt en 1775)

## Hydrographes au dépôt
- François-Pierre Le Moyne de 1737 à 1792, ingénieur hydrographe
- Jean-Etienne Croisey de 1795 à 1829, ingénieur hydrographe, fils du graveur Jean-Antoine Croisey
- Magloire-Thomas Daussy de 1792 à 1824 (père de Pierre Daussy)
- Anne Chrétien Louis de Hell de 1827 à 1829 et 1835 à 1836
- Élisabeth Rossel de 1803 à 1814
- Pierre Daussy de 1819 à 1852
- Charles-François Beautemps-Beaupré

## Les graveurs
- de 1758 à 1795 : Jean-Antoine Croisey

## Publications
- Carte de la Méditerranée, 1737, Bellin
- Carte de l'océan Atlantique, 1772, Fleurieu
- Neptune François, 3e édition, 1773, Bellin